# Sand Springs
Sand Springs és una ciutat dels Estats Units a l'estat d'Oklahoma. Segons el cens del 2000 tenia 17.451 habitants.

## Demografia
Segons el cens del 2000, Sand Springs tenia 17.451 habitants, 6.564 habitatges, i 4.870 famílies. La densitat de població era de 360,7 habitants per km².
Dels 6.564 habitatges en un 38,1% hi vivien nens de menys de 18 anys, en un 58,3% hi vivien parelles casades, en un 12,3% dones solteres, i en un 25,8% no eren unitats familiars. En el 22,7% dels habitatges hi vivien persones soles el 10,2% de les quals corresponia a persones de 65 anys o més que vivien soles. El nombre mitjà de persones vivint en cada habitatge era de 2,59 i el nombre mitjà de persones que vivien en cada família era de 3,05.
Per edats la població es repartia de la següent manera: un 28,4% tenia menys de 18 anys, un 8,3% entre 18 i 24, un 28,9% entre 25 i 44, un 22,2% de 45 a 60 i un 12,2% 65 anys o més.
L'edat mediana era de 35 anys. Per cada 100 dones de 18 o més anys hi havia 87 homes.
La renda mediana per habitatge era de 40.380 $ i la renda mediana per família de 47.258 $. Els homes tenien una renda mediana de 38.120 $ mentre que les dones 25.373 $. La renda per capita de la població era de 18.193 $. Entorn del 6,7% de les famílies i el 9,1% de la població estaven per davall del llindar de pobresa.

## Poblacions més properes
El següent diagrama mostra les poblacions més properes.